# Альбрехт Бранденбурзький
Альбрехт Бранденбурзький (нім. Albrecht von Brandenburg; 28 червня 1490 — 24 вересня 1545 року) — 59-й архієпископ Майнца в 1514—1545 роках, архієпископ Магдебургу у 1513—1545 роках, курфюрст і ерцканцлер Священної Римської імперії, апостольський адміністратор Гальберштадтського архієпископства, співправитель маркграфства Бранденбурзького у 1499—1513 роках (як Альбрехт IV).

## Життєпис
Походив з династії Гогенцоллернів, Бранденбурзької гілки. Третій син Йогана Цицерона, курфюрста Бранденбургу, і Маргарити з Тюринзьких Веттінів. народився 1490 року в місті Келльон-на-Шпреї. У 1499 році після смерті батька став співправителем свого брата Йоахіма I Нестора, проте фактична влада належала останньому.
Разом зі своїм братом в 1506 році заснував університет у Франкфурті-на-Одері, де також сам навчався. У 1513 році зведений в сан священика. В тому ж році став архієпископом Магдебурзьким і адміністратором єпархії Гальберштадт, незважаючи на те, що католицькою церквою суворо заборонялося володіти декількома єпископствами.
У 1514 році отримав посаду архієпископа Майнцького (фактично купив її за 20 тис. гульденів, що позичив у Фуггерів) зі статусом курфюрста Священної Римської імперії та примаса Німеччини. Резиденцією Альбрехта став замок Морицбург в Галле. 1515 року запросив до свого двору гуманіста Ульріха фон Гуттена. У 1515—1516 роках здійснив декілька спроб вигнати жидів з Майнцу, проте невдало.
У 1517 році активно здійснював оголошений папою римським Левом Х продаж індульгенцій. Половина прибутку від неї передавалася до Риму на будівництво собору св. Петра, а інша — на погашення боргу банкірському дому Фуггерів. Успішний продаж індульгенцій наштовхнувся на спротив з боку Матеуса ланга фон Велленбурга, архієпископа Зальцбурга, який не бажав передавати гроші Альбрехту. Тому той наказав збільшити збори в Магдебурзі і Саксонії. Методи поширення індульгенцій, що використовувалися агентом Альбрехта, домініканським ченцем Йоганном Тецелем, послужили Мартину Лютеру приводом для оприлюднення ним його «95 тез», що стали початком Реформації.
У 1518 році став кардиналом. У 1519 році в обмін на значні кошти підтримав на виборах імператора Священної Римської імперії кандидатуру Карла Габсбурга. Спочатку намагався виконувати посередницькі функції між прихильниками Лютера і Папським престолом, планував провести загальну реформу церкви на церковному соборі. Тому Мартин Лютер спочатку покладав на нього надії, але з часом усвідомив, що компромісу не вийде.
1524 року став карбувати перші талери і подвійні талери архієпископства Магдебурзького. У 1525 року Альбрехт Бранденбурзький доєднався до Ліги Дессау, куди увійшли запеклі противники лютеранства. У 1528 році вимушений був і Ґицкірхені укласти договір з ландграфом Філіппом I Гессенським, за яким відмовлявся від церковною юрисдикції над Гессеном.
У 1530 році на рейхстазі в Аугсбурзі архієпископ Майнцький закликав до укладення релігійного миру в Німеччині і спільних дій в боротьбі з Османською імперією. У 1534 році разом з саксонським герцогом Георгом Веттіном виступив посередником при укладанні угоди між протестантськими князями і богемським королем Фердинандом Габсбургом. 1538 року разом з небожем Йоахімом II Гектором організував Союз Галле, спрямований проти Шмалькальденського союзу протестантів.
В обмін на погашення своїх боргів (в 500 тис. флоринів) Альбрехт дозволив своїм протестантським підданим в Магдебурзі свободу відправлення релігійних обрядів.
У 1540 році першим з німецьких князів прийняв у себе в Майнці єзуїтів, які заснували в місті свій колегіум. 1541 року його було вигнано з Магдебургу. На рейхстазі в Шпейєрі 1544 року виступив за прийняття двозначного рішення щодо протестантів і уклав з католицькими князями попередні домовленості на випадок майбутньої війни. Помер 1545 року.

## Меценатство
1529 року вирішив об'єднати й перебудувати дві наявні церкви на ринковій площі Галле в розкішну церкву Діви Марії, яку дотепер вважають візитівкою міста. Для дизайну інтер'єру собору він доручив Лукасу Кранаху створити 16 вівтарів із загальною кількістю 142 картини, які будуть намальовані протягом 5 років.
Підтримував друкаря, просвітника Франциска Скорину. Був покровителем художника Ганса Бальдунга. Збирав численні скульптуриі картини, частина з яких загинула під час втечі з Магдебургу. Також був власником зібрав понад 8 100 мощей.
Планував у Галле створити університет, проте без успіху.

## Родина
1. Коханка — Елизабета Шюц
Діти:
- Анна, дружина Йохіма Кірхнера, секретаря Майнцького архієпископа

2. Коханка — Агнеса Плесс